# Они клонировали Тайрона
«Они клонировали Тайрона» (англ. They Cloned Tyrone) — сатирическая фантастическая комедия американского режиссёра Джоэла Тейлора с Джейми Фоксом и Джоном Бойегой в главных ролях. Его фестивальная премьера состоялась 14 июня 2023 года, 21 июля 2023 года картина вышла на Netflix.

## Сюжет
Главные герои фильма — трое чернокожих друзей, которые внезапно узнают о существовании правительственного заговора.

## В ролях
- Джейми Фокс — Слик Чарльз
- Джон Бойега — Фонтейн
- Тейона Паррис — Йо-Йо
- Кифер Сазерленд — Никсон
- Дэвид Алан Грир — проповедник

## Премьера и восприятие
Фильм был впервые показан 14 июня 2023 года на Американском фестивале чёрного кино. 21 июля картина вышла на Netflix. Первые зрители высоко оценили её за качественную актёрскую игру, режиссёрский замысел и юмор.